# Emil Harleß
Emil Harleß (født 22. oktober 1820 i Nürnberg, død 16. februar 1862) var en tysk fysiolog. Han var nevø af Johann Christian Harleß og bror til Adolf Harleß.
Harleß blev 1849 ekstraordinær og 1857 ordentlig professor i fysiologi ved Münchens Universitet. Han publicerede en række specialundersøgelser i fysiologi, anatomi og histologi. Blandt hans værker må nævnes: Ueber Muskelirritabilität (1851), Molekulare Vorgänge in der Nervensubstanz (1858-61), Zur innern Mechanik der Muskelzuckung (1862), Lehrbuch der plastischen Anatomie (1856-58; anden udgave ved Robert Hartmann, 1876) og Populäre Vorlesungen aus dem Gebiete der Physiologie und Psychologie (1851).